# Henri de Canasilles
Henri de Canasilles, Henryk Canasilles (ur. ?, zm. ?) – urzędnik konsularny, dyplomata francuski i polski.
Pochodził z Rouen. Pełnił funkcję rezydenta i konsula Francji równocześnie w Gdańsku i Królewcu (1629-1636). W tym okresie przyczynił się do zawarcia rozejmu w Sztumskiej Wsi pomiędzy Polską a Szwecją (1635). Następnie na służbie polskiego króla Jana Kazimierza – jego sekretarz i wysłannik dyplomatyczny do Szwecji (1654) i Holandii 
(Republiki Zjednoczonych Prowincji) (1655).